# Sabicea bigerrica
Sabicea bigerrica là một loài thực vật có hoa trong họ Thiến thảo. Loài này được N.Hallé miêu tả khoa học đầu tiên năm 1966.